# Римская империя: Август
«Римская империя: Август» (англ. Imperium: Augustus) — исторический художественный фильм, вышедший в 2003 г; первый эпизод из серии фильмов «Империй», снятый по заказу итальянской телерадиокомпании RAI. В фильме пересказывается история жизни и достижений Октавиана, внучатого племянника Юлия Цезаря, который стал Августом, 1-м Римским императором.

## Сюжет
Временные рамки, в которых происходят события фильма, охватывают большую часть жизни Августа, начиная с его молодости и заканчивая его смертью. События фильма показаны в виде ретроспективных прыжков от настоящего к прошлому, в виде повествования пожилого Августа дочери о своих молодых годах, в виде его личных воспоминаний прошлого.
Фильм начинается с того, что умирающий Август, лёжа на смертном одре, произносит перед тем как ему наденут посмертную маску:
Хорошо ли я сыграл свою роль в комедии под названием жизнь? Был я справедлив или жесток? Хорошо ли я сыграл свою роль в комедии под названием жизнь? Аплодисменты, пожалуйста.
Ему надевают маску, и события переносятся на несколько лет назад, когда решалась судьба Рима.
Постаревший Август в сопровождении охраны приходит на форум, где он разговаривает с народом. К нему подходит человек с петицией в руках. Пока Август открывает петицию, тот выхватывает нож и делает ему удар в грудь. Разъярённая толпа забивает убийцу до смерти. Но Август не умирает, так как у него был кожаный нагрудник.
Сидя в ванной комнате, Август получает известие о смерти Марка Агриппы, своего лучшего друга и военачальника римской армии. Август сообщает об этой печальной новости своей дочери Юлии. У императора нет прямого наследника, и он обеспокоен. Он рассказывает своей дочери о событиях, которые происходили 33 года до того, в 45 году до н. э.
Молодой Октавиан, несмотря на уговоры матери и сестры, несмотря на лихорадку, вместе со своим другом Марком Агриппой покидает своё село в провинциях Рима и направляется в столицу, чтобы оттуда уехать в Испанию. Туда его позвал дядя, Юлий Цезарь, чтобы помочь одолеть Секста в гражданской войне. В Риме Октавиан впервые встречает Марка Антония и Ливию — двух важнейших людей, с которыми его в будущем свяжет судьба. Прогуливаясь по ночному Риму, Октавиан и его друг становятся свидетелями нападения на девушку. Они спасают девушку, и она называет Октавиану своё имя — Ливия, по происхождению из знатного рода.

Из Рима Октавиан и Агриппа прибывают в провинцию Мунда (см. битва при Мунде) в Испании. Они встречают Цезаря, который копает укрепления для лагеря вместе с легионерами. Октавиан, больной лихорадкой, еле стоит на ногах, но не подает виду. Цезарь открывает Октавиану свои главные цели, ради которых он борется: 
Мир. Безопасность. Честные суды. Государство для всех. Это новый Рим, за который я воюю.

Юлий Цезарь объявляет конец гражданской войны

Цезарь атакует лагерь Секста, приказав Октавиану с Агриппой оставаться в тыловом отряде. Первая атака захлебнулась от стрел. Чтобы пойти во вторую атаку, легионерам не хватает смелости. Тогда Цезарь сам, один бросается вперёд. Чтобы не отдать своего полководца врагам, легионеры бросаются в атаку за ним. Не дожидаясь приказа, Октавиан с Агриппой и тыловым отрядом тоже вступают в бой. В ожесточённом бою, с огромными потерями Цезарь одерживает победу. Найдя Октавиана раненным, Цезарь называет его своим сыном.
Август заканчивает свой рассказ, и события возвращаются обратно в тот решающий период после смерти Агриппы. Ливия, жена Августа, пытается уговорить его, чтобы он согласился объявить наследником её сына Тиберия. Но Август отказывается, так как Тиберий — сын Ливии от её первого мужа, и к тому же не обладает всеми необходимыми качествами правителя. Август хочет, чтобы наследниками были его внуки, сыновья Юлии, и объявляет об этом сенату. Но внуки находятся ещё в раннем детском возрасте и не способны принять власть. Август долгие дни проводит в раздумьях в своей комнате. В это время Юлия находит любовника по имени Юл, происходящего из знатного рода. Она встречается с ним по вечерам. Покойный отец Юла — Марк Антоний. Юл считает, что Август убил Марка Антония и хочет отомстить императору. Ливия пытается уговорить Тиберия развестись со своей женой и жениться на Юлии, тем самым гарантировав бескомпромиссный переход власти к детям Августа и Ливии и сохранение Империи, которую создал Август. Тиберий противится этому. Он доволен своей должностью генерала армии и любит свою жену. Август, в свою очередь, пытается склонить свою дочь Юлию выйти замуж за Тиберия. Юлия, влюблённая в другого человека, не хочет этого. И тогда Август снова вспоминает события своей молодости и рассказывает дочери.

Молодой Октавиан

После победы над Секстом, последним своим врагом, Юлий Цезарь торжественно въезжает в Рим. Антоний, союзник Цезаря, предлагает ему разделаться с врагами, то есть казнить их всех до одного. Но Юлий отказался от этого предложения, и мало того, помиловал Секста. Октавиан встречает Ливию, и они находят взаимное влечение друг к другу. Но им не суждено быть вместе, так как Цезарь отправляет племянника в Македонию вместе с Агриппой и сыном друга Цезаря Меценатом. Там они изучают военное дело, политику, ораторское искусство. Сблизившись, они клянутся до конца жизни быть друзьями. Но приходит весть о том, что Цезарь убит. Октавиан вместе с друзьями возвращается в Рим. В это время в Риме Марк Антоний и его сторонник Лепид добиваются возвышения благодаря смерти Цезаря, они занимают его бывший дом. Октавиан посещает их, назвав себя именем Цезаря, которое он унаследовал посмертно. Выступив на форуме, Октавиан находит поддержку народа и Цицерона. Последний предоставляет Октавиану и друзьям дом. Потеряв Ливию, которая вынуждена выйти замуж за другого, Октавиан женится на Скрибонии, обладающей богатым приданым и благодаря этому получает средства, чтобы нанять армию в Македонии. Меценат добивается поддержки знати. Антоний и Лепид уезжают из Рима, преследуя убийц Цезаря: Децима, Брута и Кассия. И в 43 году до н. э. Октавиан, усыновленный Цезарем посмертно, при помощи армии провозглашает себя новым консулом, вместо Марка Антония, снятого с должности за самодеятельность — он преследовал убийц Цезаря по своему убеждению, без одобрения сената. Но Октавиан вовсе не собирается делать Антония своим врагом. Он обращается к нему и Лепиду за поддержкой, чтобы укрепить свою власть в Риме. По инициативе Антония Август подписывает смертный приговор «изменникам Рима», и начинается тотальное физическое уничтожение всех членов знатных родов, являвшихся заговорщиками, врагами Цезаря, и разжигавших гражданскую войну.
Август завершает свой рассказ Юлии словами о том, как её дети будут новыми властителями Рима, достойными Цезаря, если она согласится на просьбу отца. Юлия, отчаявшись, убегает. Август, обессилев, падает и теряет сознание. На утро обессиленного Августа находят преторианцы и заносят в опочивальню. Юлия подозревает Ливию в попытке отравить её детей, она боится также и за жизнь отца. Но Ливия всего лишь помогает детям от лихорадки, давая им травяной настой. Юлия признаётся отцу в своей любви к Юлу. Тогда Август рассказывает ей о том, как отец Юла Марк Антоний предал его.
После расправы над врагами в Риме Октавиан и его новые компаньоны Марк Антоний и Лепид отправляются воевать против убийц Цезаря. Они успешно заканчивают кампанию и возвращаются в Рим героями. Сенат объявляет триумвират. Октавиан остается управлять Римом, Лепид отправляется в Африканские провинции, а Марк Антоний — завоёвывать Парфянское царство. Но вскоре Октавиан был предан. Лепид прекратил поставки зерна из Африки. Римские провинции были разорены гражданскими войнами и тоже не могли обеспечить Рим продовольствием. В Риме начинаются беспорядки. Марк Антоний, находящийся в это время в Египте, становится любовником Клеопатры. Он потворствует желаниям Клеопатры, настроенной враждебно к Октавиану. Когда Октавиан обращается за помощью (прислать денег), Антоний не отвечает.
Август заканчивает рассказ словами о том, что не отдаст Рим в руки того, кто его ненавидит. Юлия убегает к Юлу. Она в отчаянии. Она наконец понимает, что должна выйти замуж за Тиберия, иначе её дети погибнут. Тиберий и Юлия женятся. И сразу же Август отправляет его защищать северные границы в Германии. В разговоре с Юлией Август вспоминает ситуацию, когда Рим чуть не погиб от собственных граждан.
Октавиан и его преданные друзья в растерянности. Нужно что-то предпринять, чтобы успокоить народ, пока народ не уничтожил их самих. Они решают завязать связи со знатью. Меценат приводит Октавиана в дом Планка, где Октавиан устраивает скандальную сцену, а также встречает Ливию. Ливия поражена его театральным искусством. Вместо дружбы с Планком Октавиан становится мужем Ливии, своей возлюбленной, связав себя с очень знатным родом, и разрешив затем неурядицы в Риме. Ещё до женитьбы на Ливии прежняя жена родила ему ребёнка — дочь Юлию. Октавиан забирает дочь к себе, а прежнюю жену бросает.
В нынешнем времени Август, не выдержав страданий Юлии, разрешает ей встречаться с Юлом, соблюдая осторожность. Юлия говорит, что может изменить Юла (в лучшую сторону). Август соглашается и вспоминает, как Клеопатра изменила его отца — Марка Антония (но в худшую сторону).

Карта событий фильма

Клеопатра, жаждущая смерти Октавиана и возвышения своего любовника, заставляет Марка Антония пойти войной против Октавиана. Марк Антоний собирает флот в 200 кораблей и высаживается со своими легионами в Брундизии, где его встречает Октавиан с армией. Армии сходятся, чтобы начать атаку. Но солдаты с обеих сторон видят в рядах противников своих братьев, друзей, родственников, соседей. Обе армии останавливают движение и отказываются воевать. Октавиан подходит к Марку Антонию, и они договариваются о мире. Для скрепления союза Марк Антоний берёт в жёны сестру Октавиана Октавию. Но этот союз был недолог. Вскоре Клеопатра заставляет Марка Антония бросить Октавию и жениться на ней, даже несмотря на то, что это против римских обычаев. Октавиан, по совету Ливии, рискуя жизнью, в сенате вскрывает завещание Марка Антония, в котором тот отдаёт своё наследство Клеопатре и объявляет её детей его единственными наследниками, тем самым совершив предательство Рима. По предложению Октавиана сенат объявляет войну Клеопатре. Происходит морское сражение, в котором участвует и Марк Антоний на стороне Клеопатры. Клеопатра проигрывает сражение и отходит под прикрытием тумана. Марк Антоний остаётся один с остатками своего флота, побеждённый. В соответствии с обычаем он отдаёт свой меч Октавиану, но Октавиан сохраняет ему жизнь и отпускает домой (в Александрию). Вернувшись в Египет, Марк Антоний кончает жизнь самоубийством, упав грудью на свой меч. Увидев это, Клеопатра также оканчивает жизнь самоубийством при помощи змеиного укуса. Октавиан становится единоличным правителем Рима и получает прозвище Август. У Антония остался сын — Юл, Август сохранил ему жизнь по просьбе Октавии, которая настояла на том, чтобы Юла отдали ей на воспитание.

Император Август после раздора с дочерью Юлией

В нынешнем времени события близятся к развязке. Август озабочен моральным разложением римлян и предлагает сенату новые законы для укрепления браков. Тиберий, недовольный изменами Юлии с Юлом, подрывающими его авторитет в армии, возвращается из Германии и насилует свою жену. Он хочет убить Юла. Юл со своим сообщником Сципионом устраивают заговор, чтобы убить Августа. Тиберий подслушал их и рассказал об этом Ливии. Но Ливия командует ему не препятствовать заговорщикам, чтобы поймать их и Юлию во время преступления. В тот же день, пока Юлия спала, Юл, находящийся тогда с ней, вышел из её покоев и впустил во дворец Сципиона. Сципион принёс мечи и маски, которые они надели на лица. Они прошли в покои Августа и хотели его убить. Август звал на помощь и отчаянно защищался. Прибежал Тиберий с преторианцами. Тиберий смертельно ранил Юла, а Сципион был схвачен. Затем Август спросил Юлию, знала ли она о том, что затеял Юл. Юлия тихо ответила нет, но на лице её был страх и сомнение, потому что она подозревала, что Юл что-то задумал. Август выслал Юлию из Рима в Брундизий, оставив её детей у себя. Когда он объявил дочери об этом, она впала в отчаяние и в слезах, с ненавистью проклинала Августа. Одними из её последних слов отцу были: «Ты завоевал мир. Но ты потерял свою душу». Когда её увели, Август не выдержал и разрыдался.
Проходит несколько лет. Внуки Августа Луций и Гай умирают от лихорадки. Наследником престола становится Тиберий. Август признается Ливии, что он устал и уже не в силах что-либо сделать для Рима.
Сцена фильма переходит к смертному одру. В комнате столпились близкие императора. Август говорит свои последние слова. В последние минуты появляется Юлия. Увидев её, Август улыбается, а потом просит у Юлии прощения. Юлия целует отца в лоб и накрывает его лицо посмертной маской.

## В ролях
- Питер О’Тул — император Октавиан Август
- Беньямин Задлер — Октавиан Август в молодости
- Виттория Бельведере / Vittoria Belvedere (англ.) — Юлия
- Шарлотта Рэмплинг — Ливия
- Мартина Стелла / Martina Stella (англ.) — молодая Ливия
- Кен Дюкен/ Ken Duken (англ.) — Марк Агриппа
- Жерар Клейн — Юлий Цезарь
- Расселл Барр — Меценат
- Хуан Диего Ботто — Юл Антоний
- Готфрид Йон — Цицерон
- Aнна Валле — Клеопатра
- Massimo Ghini (англ.) — Марк Антоний
- Mайкл Рили — Лепид
- Eлена Баллестерос — Октавия
- Валерия Д’Обичи — Атия
- Mишель Бевилаква — Тиберий
- Aхилле Бруньини — Кассий
- Жан-Пьер Юдика — Сципион
- Ванни Матерасси — Муса
- Aнтонио Петрочелли — Брут
- Рикардо де Торребруна — Децим

## Создание
Фильм «Римская империя: Август» является первым эпизодом проекта «Империй», состоящего из 6 серий. Проект «Imperium» покрывает целую эпоху Древнего Рима продолжительностью в 5 веков. Для съёмок фильмов этого и других проектов в Тунисе была создана киностудия «Empire Studios». Студия находится в окрестностях Хаммамет, в нескольких километрах от развалин Карфагена.

## Критика
Джеймс Плат оценил «Римскую Империю: Август» на 7 баллов по 10-балльной шкале. Он сравнивал его с многосерийным фильмом «Я, Клавдий», потому что оба фильма повествуют об одних и тех же исторических эпизодах. Но в отличие от «Я, Клавдий» этот фильм «также предлагает уличные сцены, охват и крупные баталии». О битвах, снятых в фильме, Джеймс Плат отозвался крайне отрицательно, назвав их главной причиной заниженной оценки фильма. Критик считает глупой сцену неудавшегося сражения, где сначала несколько солдат, увидев родственников во вражеских фалангах, восклицают об этом, а затем целые армии поднимают гул недоразумений наподобие «Там мой брат». Также критик подчёркивает нелепость множественных смертей от стрел в одной из битв. На неудачные сцены сражения указывают также и другие критики. Также отмечается слабое качество дубляжа (некоторые актёры фильма были продублированы для американского проката). Критик Митчелл Аттавэй отмечает также слабые визуальные эффекты и наличие в фильме нелепых моментов, например, когда пожилой О’Тул использует кувшин воды, чтобы отбиться от мужчины вдвое младше возрастом. Также порицается игра Рассела Барра, Меценат которого назван «позорным гомосексуальным стереотипом». Но несмотря на недостатки, вызванные в основном низким бюджетом фильма, Митчелл Аттавэй называет фильм «довольно занятным куском исторического развлечения».
В целом, Джеймс Плат подтверждает достоверность фильма:
Там везде и всегда интрига, потому что на кону трон, и фильм остаётся достаточно близок к основным историческим фактам о жизни Августа, лишь пропуская раннюю женитьбу (Августа) и также слегка отклоняясь в других частях.Оригинальный текст (англ.)There's intrigue everywhere and always because the throne is at stake, and the film stays pretty close to the basic historical facts about Augustus' life, leaving out an earlier marriage and deviating slightly in other areas as well.
Особенно критики оценивают в фильме роль Питера О’Тула:
О'Тул — это тот, кто реально движет фильм, старый ветеран, сыгравший то, что в ретроспективе, кажется, не смог бы сыграть никто другой. Оригинальный текст (англ.)O'Toole is the one who really carries the film, an old veteran delivering on a part that, in retrospect, seems as if it couldn't have been played by another.
Джеймс Плат ставит фильм на ту же планку, что и фильмы Туника (1953), Деметрий и гладиаторы (1954), Последние дни Помпеи (1959), Клеопатра (1963). Но всё же таким фильмам как Бен-Гур (1959), Спартак (1960), Гладиатор (2000) «Римская Империя: Август», по его мнению, по многим параметрам уступает.

## Интересные факты
- По контракту, актёры для съёмок выбирались из всех стран, которые вложили деньги в создание фильма.
- Фильм был посвящён Титу Воссбергу, дизайнеру-оформителю фильма.
- На некоторых DVD и VHS была вырезана сцена изнасилования Юлии Тиберием, чтобы понизить рейтинг MPAA.
- Оригинальное немецкое название фильма — «Augustus — Mein Vater, der Kaiser», что означает «Август — мой отец, император». В качестве английского названия вначале выбрали «My Father, the Emperor», но дистрибьюторы решили, что «Augustus» больше подходит.
- Съёмки фильма проходили в Тунисе[4].
- В качестве экспертов по истории для фильма было нанято 7 профессоров[4].

## Историческая достоверность
Сюжет фильма, персонажи, места событий, окружающая обстановка в целом соответствуют историческим фактам о жизни Августа. Но есть также некоторые отклонения и анахронизмы.
- По сюжету, после возвращения Цезаря в Рим из Испании он помиловал Секста. По историческим источникам, Секст бежал после битвы при Мунде, а Помпей был казнён.
- В фильме вместе с Октавианом и Агриппой на обучение в Македонию был отправлен Меценат. В исторических источниках Меценат впервые упоминается только в 40 году до н. э., когда Октавиан устраивал свадьбу со Скрибонией, то есть на 4 года позже. В Македонию (точнее, в Аполлонию) вместе с Октавианом и Агриппой был отправлен не Меценат, а ещё один друг детства Октавиана — Сальвидиен[6].
- По сюжету фильма Скрибония является якобы первой женой Августа, а Ливия — второй. На самом деле, они были соответственно второй и третьей жёнами. Первой женой Августа была Клодия Пульхра[7], хотя он развёлся с ней, не тронув её.
- В фильме Юла Антония убивает Тиберий. В исторических источниках сообщается, что Юл Антоний был уличён в государственной измене, и ему негласно был передан указ Августа, в котором предлагалось покончить жизнь самоубийством, дабы избежать более позорной смерти, что Юл Антоний и сделал во 2 году до н. э. Об этом сообщает Веллей Патеркул, историк и современник Августа. По версии же Кассия Диона, историка, жившего позже Веллея Патеркула, Юл Антоний был казнён.
- По фильму, Юлия приезжает к Августу, когда тот был при смерти. На самом деле, она умерла в тот же год[8], и после высылки никогда в Рим не возвращалась.
- По сохранившимся источникам, Юлия была выслана на остров Пандатерию близ Кампании, а не в Брундизий.
- В фильме используются стремена. Стремена начали применять в Европе значительно позже — примерно в V—VI веке, первое упоминание стремян в Европе датируется VI веком[9].